# Elmer Gedeon
Elmer John Gedeon, né le 15 avril 1917 à Cleveland et mort le 20 avril 1944 en France, est l'un des deux seuls joueurs (avec Harry O'Neill) de la Ligue majeure de baseball tués au combat pendant la Seconde Guerre mondiale.
Sportif accompli (athlétisme, football américain et baseball ) à l'université du Michigan, il avait intégré les Senators de Washington — futurs Twins du Minnesota — comme joueur de champ extérieur avant de faire son service militaire dans l'armée de l'air. Envoyé en Europe, il meurt au combat. Son corps rapatrié aux États-Unis, il est enterré au cimetière national d'Arlington.